# Little Nightmares
Little Nightmares ist ein Rätsel-Jump-’n’-Run-Adventure und wurde von Tarsier Studios entwickelt. Bandai Namco Entertainment veröffentlichte das Spiel im April 2017 für Microsoft Windows, PlayStation 4 und Xbox One. Im Mai 2018 folgte eine Version für die Nintendo-Switch, im Juni 2020 die Variante für Google Stadia. Im Februar 2021 wurde der Nachfolger Little Nightmares II veröffentlicht.
Im Spiel steuert der Spieler das in einen gelben Regenmantel mit Kapuze gehüllte Mädchen Six, um einer alptraumhaften, „Schlund“ genannten Meeresstation zu entkommen. Das Spiel erhielt nach der Veröffentlichung überwiegend positive Bewertungen. Besondere Beachtung fand die Atmosphäre, die Grafik, der Sound und das Storytelling. Das Speichern durch das Checkpointsystem, die langen Ladezeiten und die Kürze des Spiels wurden hingegen kritisiert.

## Inhalt

### Haupthandlung
Die Hauptfigur in Little Nightmares ist ein kleines Mädchen namens Six, welches im sogenannten „Schlund“ gefangen gehalten wird. Nachdem sie in einem unteren Bereich des Schlunds aufgewacht ist, versucht sie zu entkommen. Six wird dabei von ihrer geringen Größe beeinträchtigt und gewöhnliche Gegenstände wie Stühle oder Türen wirken größer und schwerer in Relation zu ihr. Zusätzlich bekommt sie unregelmäßig unersättlichen Hunger.
Während ihres Aufstieges begegnet Six dem Hausmeister des Schlunds, einem monströsen Humanoiden mit übernatürlich langen Armen. Dieser fängt immer wieder fliehende Kinder ein und verschickt sie mit einem Hakenförderband Richtung Küche. Nachdem sie mit Essen angelockt und vom Hausmeister gefangen wurde, bricht sie ein wenig später wieder aus. Der Hausmeister ist zwar blind, hat dafür aber Ohren wie ein Luchs, sodass Six keine lauten Geräusche verursachen darf. Durch eine stählerne Falltür kann sie die Arme des Hausmeisters abtrennen und ihm dadurch entkommen. Sie folgt einem Gurt aufwärts und gelangt in die Großküche, welche von den grotesken Zwillingsköchen geleitet wird. Die Köche bereiten ein großes Fest vor und versuchen zu jedem Zeitpunkt, Six zu fangen, sobald sie in ihren Sichtradius läuft. Nachdem sie es geschafft hat, aus der Küche zu fliehen, entdeckt Six, dass der Schlund wie ein Schiff auf einem riesigen Ozean dahintreibt.
Das Mädchen beobachtet anschließend ein Passagierschiff, welches gerade angelegt und große, fettleibige Gäste hergebracht hat. Diese werden in den opulent mit Speisen gefüllten Festsaal des Schlunds geleitet. Dabei werden die Gäste von einer schlanken Dame im Geisha-Outfit beobachtet und betreut, welche die Herrin des Schlunds ist. Nachdem Six mit Müh’ und Not den Festsaal durchquert hat, bekommt sie erneut extremen Hunger. Als einer der Gnome, die dauerhaften Bewohner des Schlunds, ihr eine Wurst anbietet, entschließt sich Six dazu, statt der Wurst den Gnom zu essen. Jedes Mal, wenn Six ein Lebewesen tötet und verspeist, erscheint ganz in der Nähe eine Art schattenhafter Doppelgänger von ihr, eventuell als Zeichen für die zunehmende Korruption ihres Herzens (oder ihrer Seele).
Six setzt ihren Weg nach oben fort und gelangt in das Privatgemach der Dame. Diese wohnt in einer vornehmen und mit vielen Schaufensterpuppen, Porzellanpüppchen und zerbrochenen Spiegeln ausstaffierten Residenz. Die Dame beginnt bald darauf, das Mädchen zu verfolgen und offenbart dabei magische Kräfte. Six findet schließlich den einzigen noch intakten Spiegel, den sie der Dame im Kampf vors Gesicht hält und so deren dämonischen Blick auf sie zurückwirft. Nachdem die Dame besiegt ist, beginnt Six, diese zu essen und erhält dadurch ihre übernatürlichen Kräfte.
Anschließend begibt sich Six in den Speisesaal, während dessen wird sie von seltsamen, schwarzen Partikeln umschwärmt. Als die Gäste sie bemerken, versuchen sie, das Kind zu essen. Sie brechen jedoch zusammen und sterben, während Six gemächlich durch den Saal wandelt und die Gäste der Reihe nach ihrer Seele beraubt. Six erreicht eine große, mit einem Auge verschlossene Tür, welche in die Außenwelt führt. Während sie die Ausgangstreppe hinaufsteigt, nähern sich einige Gnome der Tür.
Nach dem Abspann sieht der Spieler Six im Eingangsbereich des Schlunds sitzen, vermutlich auf Rettung wartend, während im Hintergrund das Nebelhorn eines weiteren Passagierschiffs zu hören ist.

### Nebenhandlung
Die drei Spieleepisoden The Depth („Die Tiefen“), The Hideaway („Das Versteck"/"Der Unterschlupf“) und The Residence („Die Residenz“) erzählen wichtige Rahmenhandlungen, die sich chronologisch parallel zur Hauptstory ereignen. In allen drei Episoden übernimmt der Spieler die Rolle eines Jungen, der ebenfalls aus dem Schlund fliehen will. Wenn der Knabe erfolgreich verschiedene Quartiere und Maschinenräume passiert hat, gelangt er selbst in die private Residenz der Dame. Nachdem er verschiedenste Puzzles gelöst hat, überrascht er die Dame dabei, wie diese vor einem intakten Spiegel steht und ihr wahres Antlitz bedauert (sie ist alt und unattraktiv). Erbost stellt die Dame dem Jungen nach, fängt ihn ein und verwandelt ihn in einen Gnom. Dergestalt irrt der Junge durch den Speisesaal und gelangt schlussendlich in jenen Raum, in dem eine Wurst auf dem Boden liegt. Nun wird offenbar, dass der Junge jener Gnom geworden ist, der später von Six verspeist wird.

### Charaktere
Six
Six ist der eigentliche Protagonist. Die Entwickler haben bislang nicht bekanntgegeben, welches Geschlecht Six hat. Normalerweise wird Six als Mädchen betitelt. Sie ist 9 Jahre alt, trägt einen quittengelben Regenmantel mit großer Kapuze und läuft stets barfuß umher. Da ihr Gesicht größtenteils von der Kapuze verdeckt wird, ist eine genauere Beschreibung ihres Aussehens schwierig. Es ist weder bekannt, woher sie kommt, warum sie im Schlund aufgewacht ist noch welchem Zweck ihr Aufenthalt dient. Weil sie aus dem Schlund zu fliehen versucht, darf angenommen werden, dass sie nicht aus freien Stücken dort ist. Vielmehr lassen sich im Spielverlauf Hinweise finden, wonach Kinder, die ohne Eltern aufwachsen, von Kinderfängern zum Schlund verschleppt werden. Auch Six wird immer wieder von rasenden Hungerattacken heimgesucht. Diese scheinen sich auch auf ihre Psyche und ihre Seele auszuwirken, denn mit jeder Heißhungerattacke verliert sie mehr und mehr an Moral und Gewissen: erst isst sie ein hingeworfenes Stück Brot, dann Fleisch, anschließend eine noch lebende Ratte, schließlich den ahnungslosen Gnom, der ihr eine Wurst anbieten wollte, und zu guter Letzt verzehrt sie die Dame. Was genau Six zu solchen Taten treibt, wird nicht näher erläutert.
Der Ausreißer
Ein ebenfalls neunjähriges Kind, das bislang namenlos geblieben ist und unter Spielern schlicht „der Ausreißer“ oder „das Ausreißerkind“ genannt wird. Fans nennen ihn in Anlehnung an Six’ Namen gerne „Seven“. Er ist ein Knabe mit blauer Jacke und Hose, einer Fußfessel am rechten Bein und wie Six ebenfalls stets barfuß. Wie bei Six ist auch sein Gesicht nicht zu sehen, wobei es hier an seinen langen schwarzen Haaren liegt, die wie im Topfschnitt geschnitten sind. Er dürfte in etwa so alt wie Six sein. Auch er wacht im Schlund auf und versucht zu fliehen. Und auch über den Jungen ist fast nichts bekannt. Wenn die Kinderfängertheorie um Six zutreffen sollte, dann mag den Jungen dasselbe Schicksal ereilt haben. Sein erschütterndes Ende ist eng mit Six’ Erlebnissen verknüpft.
Die Dame
Sie ist die Hauptantagonistin des Spiels. Die Dame ist die Eigentümerin und zugleich Hauptverwalterin des Schlunds. Auch sie hat keinen Eigennamen, daher wird sie im Spiel selbst und unter Spielern schlicht „die Dame“ oder „die Geisha“ genannt. Letzteres geht dabei auf ihr Erscheinungsbild zurück: die Dame ist in einen anthrazitfarbenen Kimono gekleidet, ihr Haar ist nach japanischer Tradition zu einem großen Dutt zusammengebunden und ihr Gesicht ist unter einer schneeweißen Maske verborgen. In der Spieleepisode The Residence wird enthüllt, dass ihr wahres Gesicht vom Alter gezeichnet und unattraktiv zu sein scheint. Möglicherweise beraubt sie Kinder ihrer Seelen und/oder verwandelt sie in Gnome, um mit Hilfe der gestohlenen Lebensenergie ihre eigene Schönheit und Jugend zu bewahren. Alternativ dazu wurde sie vielleicht verflucht, als sie ihre magischen Kräfte erwarb und nun zeigt ihr jeder Spiegel ein entstelltes Gesicht. Wenn die Dame ein Kind in einen Gnom verwandelt hat, lässt sie es im Schlund schwere Arbeiten und/oder Dienstbotengänge verrichten. Mit ihrem hypnotischen Zauber hält sie die Gäste in ihrem Bann, drängt sie haufenweise Fleisch zu essen und hält den Mechanismus aufrecht. Six einzufangen ist für sie von hohem Interesse, denn das Gerücht um ein entflohenes Kind könnte die Ordnung, die es nur im Schlund gibt, stören. Die meiste Zeit verbringt sie jedoch damit, in ihren Gemächern vor (meist zerbrochenen) Spiegeln zu stehen, ihr Haar zu kämmen und ihr Antlitz zu bedauern. Dabei summt sie fast unablässig eine unheimliche Melodie vor sich hin. Die Dame verfügt über schwarzmagische Kräfte: sie kann Kinder zu Gnomen machen, sich und Kinder levitieren, sich teleportieren und sich in schwarzen Rauch/Nebel auflösen. Ihre einzige Schwäche scheint ein bestimmter Spiegel zu sein, der ihren dämonischen Blick zurückwirft. Als der Spiegel zerbricht, wird ihre Maske zerstört.
Die Zwillingsköche
Sie sind ebenfalls Antagonisten und als Zwillinge fast immer zusammen. Es sind fettleibige, aufgedunsen wirkende Humanoide, die tatsächlich wachsartige Masken tragen. Was sich darunter verbirgt, ist unbekannt, auch bleibt rätselhaft, warum sie überhaupt maskiert sind. Die Zwillinge sind die Köche des Schlunds und nonstop damit beschäftigt, in der Küche Mahlzeiten zuzubereiten und/oder Geschirr abzuwaschen. Dabei gehen sie auffällig orientierungslos vor. In Six sehen sie offenbar eine lebende Speisezutat: Sobald sie das Mädchen zu fassen kriegen, wird es bei lebendigem Leib mitgekocht oder in einen Braten gestopft.
Der Hausmeister
Ein weiterer Antagonist im Spiel. Der Hausmeister ist ein grotesk deformierter Humanoider mit auffällig kurzen Beinen und übernatürlich langen, dürren Armen. Er trägt einen schmuddeligen Mantel und einen viel zu klein wirkenden Schlapphut. Zudem hat er eine Augenbinde. Der Hausmeister ist blind, hat dafür aber Ohren wie ein Luchs. Seine Aufgabe besteht darin, umherstreunende Kinder einzufangen und per Hakenförderband an die Küche zu schicken. Ansonsten ist er damit beschäftigt, Kinderspielzeuge zu reparieren und zu sammeln (was unsinnig erscheint, da ja gar keine Kinder bei ihm leben und er jedes Kind an die Küche ausliefert). Er scheint eine Faszination für Löffel zu haben. Des Hausmeisters empfindliches Gehör kann zum Vorteil des Spielers genutzt werden: um ihn abzulenken, braucht man nur ein Gerät in der Nähe zu aktivieren, das lauten Krach macht. Während der Hausmeister die Lärmquelle ausfindig macht und beseitigt, bekommt der Spieler die Gelegenheit, Objekte (vornehmlich Schlüssel) zu entwenden und/oder zu fliehen.
Die Großmutter
Sie lebt in den überfluteten Kellerräumen des Schlunds. Sie scheint eine Art Nixe zu sein. Sie kann sehr gut schwimmen und tauchen und bleibt auch die meiste Zeit unter der Wasseroberfläche. Der Spieler muss durch die Räume schwimmen und sich immer wieder auf im Wasser treibende Gegenstände (z. B. Koffer und Bretter) ziehen, um nicht gefasst zu werden. In einer Ecke des letzten Raumes befindet sich eine große, hölzerne Plattform mit einem alten Röhrenfernseher darauf. Als die Großmutter versucht, die Plattform durch Wegreißen der Tragpfeiler zu zerstören, schubst der Junge den Fernseher ins Wasser, woraufhin ein gewaltiger Stromschlag durch das Wasser fährt und die Großmutter tötet.
Blutegel
Die Blutegel sind wiederkehrende Monster, die relativ leicht zu umgehen sind, sofern die Spielfigur in Bewegung bleibt. Die Blutegel können sowohl auf dem Boden kriechend als auch von niedrigen Decken und Rohren herabhängend, angetroffen werden. Sie werden zudem von Six’ Feuerzeug angelockt, wenn es entzündet wird.
Die Gäste
Auch sie sind Gegner. Sie sind unbeschreiblich fettleibig und von ihrer Fresssucht geradezu besessen. Viele von ihnen tragen Masken, der Grund hierfür ist unbekannt. Die Gäste sind normalerweise ganz in ihre Völlerei vertieft, wenn sie Six dennoch bemerken, ist Flucht angesagt, denn die Gäste verschlingen wirklich alles. Die Gier nach Menschenfleisch ist so weit fortgeschritten, dass sie dem Mädchen buchstäblich hinterherrobben (zum Gehen sind sie bereits zu adipös). Durch einen gewagten Sprung von einer Balustrade kann Six jedoch entkommen. Es gibt deutliche Hinweise in bestimmten Spieleabschnitten, wonach die Gäste in den Schlund gelockt werden, um sie zu mästen und bei sich bietender Gelegenheit zu töten und zu Würsten und Pasteten zu verarbeiten. Ihre Schuhe und Kleider werden in Kellerräumen gesammelt und zum Anheizen des Brennofens verwendet.
Schattenkinder
Die Schattenkinder erscheinen bislang nur in der Episode The Residence. Über ihre Herkunft kann nur spekuliert werden, möglicherweise waren sie dereinst Kinder, die von der Dame eingefangen und verwandelt wurden. Die Schattenkinder bestehen aus einer schwärzlichen, tintenartigen Substanz und tragen ausdruckslose weiße Porzellanmasken. Werden sie mit der Taschenlampe angestrahlt, lösen sie sich auf, bis ihre Maske zu Boden fällt und zerbricht. Wenn sie den Jungen hingegen zu fassen kriegen, töten sie ihn augenblicklich.
Gnome
Die Gnome leben und arbeiten im Schlund. Sie sind noch kleiner als die beiden Protagonisten, haben eine beigefarbene Haut und tragen große spitze Zipfelmützen. Meist wuseln sie emsig hin und her und verstecken sich gerne in Fugen und Mauerritzen oder in Schubladen und sogar Putzeimern. Werden sie vom Spieler umarmt und geherzt, folgen sie der Spielfigur eine gewisse Zeit lang. In der Spieleepisode The Hideaway kommt ihre Hilfsbereitschaft besonders zum Tragen: jeder Gnom, den der Knabe umarmt hat, hilft ihm beim Wegschieben schwerer Hindernisse und betätigt Schalter und Hebel, an die der Junge ohne die Gnome nicht herankäme. Die Spieleepisoden The Residence und The Hideaway enthüllen gemeinsam, dass die Gnome in Wahrheit Kinder sind, die von der Dame eingefangen und verwandelt worden sind.

## Spielprinzip
Die Handlung des Spiels ist in insgesamt fünf Kapitel aufgeteilt. Jedes Kapitel erzählt dabei einen eigenen Abschnitt. Die Hauptfigur Six kann vom Spieler durch die verschiedenen Kapitel gehen, laufen, springen und klettern. Die Spielfigur ist im Vergleich zur Spielumgebung winzig dimensioniert, womit alltägliche Gegenstände abnormal groß erscheinen. Zusätzlich steht der Spielfigur ein Feuerzeug zur Verfügung, mit der sich die düster gehaltene Atmosphäre erhellen lässt. Zudem lassen sich kleine Gegenstände benutzen, um bestimmte Aktionen auszuführen. Im Gegensatz zu 2D-Jump-’n’-Run-Spielen kann die Spielfigur auch in der Tiefe des Raums bewegt werden.
Der Spieler muss in den verschiedenen Räumen des „Schlunds“ unterschiedlich komplexe Rätsel lösen, um das nächste Gebiet freizuschalten. Dabei muss sich die Spielfigur hauptsächlich vor den übergroßen Kreaturen wie den beiden Köchen oder dem Hauswart verstecken. Wird sie entdeckt, stirbt die Figur den virtuellen Tod und der Spielabschnitt startet erneut. Eine sogenannte Lebenspunkteanzeige oder Anzeige für eine sekundäre Ressource gibt es in Little Nightmares nicht. Ebenso wird vor der eigentlichen Handlung kein Tutorial angeboten, mit dem die Steuerung erklärt werden könnte.

## Entwicklung
Das Spiel wurde erstmals im Mai 2014 vom schwedischen Entwicklerstudio Tarsier Studios unter dem Namen „Hunger“ vorgestellt. Zu diesem Zeitpunkt war noch nicht bekannt, wer das Spiel, welches vorerst für die PlayStation 4 vorgesehen war, veröffentlichen sollte. Bis auf einen Teasertrailer im Februar 2015 wurden bis August 2016 keine weiteren Informationen über das Spiel veröffentlicht. Zu diesem Zeitpunkt kündigte Bandai Namco Entertainment an, dass sich Tarsier Studios und Bandai Namco auf eine weltweite Veröffentlichung geeinigt hätten. Das Projekt trug seitdem den Namen Little Nightmares.

### Veröffentlichung
Das Spiel wurde am 28. April 2017 für Microsoft Windows, PlayStation 4 und Xbox One veröffentlicht. Am 11. August 2016 erschien der erste Veröffentlichungstrailer zum Spiel. Zusätzlich zur Downloadversion des Spiels erschien eine Einzelhandelsversion und eine Sammlerversion. Diese enthielt zusätzlich zum eigentlichen Spiel eine 10 cm hohe Six-Sammelfigur, den Soundtrack, ein Poster und ein Stickerboard.

## Rezeption
Little Nightmares erhielt überwiegend positive Kritiken. Laut der Website Metacritic, die aus gesammelten Bewertungen einen Mittelwert errechnet, erhielt das Spiel einen Durchschnittswert von 81 Punkten aus 17 Bewertungen für die Windows-Version, 79 Punkte aus 37 Bewertungen in der PlayStation-4-Version und 84 Punkte aus 14 Kritiken für die Xbox-One-Version.
Cory Arnold von Destructoid schloss ein positives Fazit für das Spiel, welches „das Geld und die Zeit der meisten Spieler wert“ wäre und vergab als abschließende Bewertung 8,5 von insgesamt 10 möglichen Punkten.
Ray Carsillo, welcher das Spiel für Electronic Gaming Monthly mit 4 von 10 möglichen Punkten bewertete, kritisierte das Fehlen jeglicher Herausforderung im Spiel. Zusätzlich erscheine der Handlungsstart als zu unüberlegt, wodurch eine Verbindung zum Spielercharakter fehle. Positiv bewertete er, wie Jonathan Leack von Game Revolution, die Atmosphäre des Spiels, welche die negativen Punkte aber nicht stark genug aufheben könne. Zusätzlich positiv wurde die Soundkulisse des Spiels aufgenommen. Zusammen mit der düsteren Atmosphäre im Spiel selbst kann so ein guter Gesamteindruck geschaffen werden. Das Gameplay erscheine mitunter selbst wie der Albtraum und der Spieler benötige viel Geduld, um voranzukommen.
Weiterhin negativ fiel die mitunter ungenaue Steuerung und die teils fantasielosen Levels auf. Die Steuerung verhalte sich in vielen Fällen nicht so, wie vom Spieler erwartet. Ebenso bleiben einige Tode der Spielfigur zu ungenau, sodass sich der Spieler fragen müsse, was er in der Situation eigentlich falsch gemacht habe. Der Anteil der Schleichaktionen erscheint im Vergleich zur Kürze des Spiels von ungefähr vier Stunden als zu hoch und hätte zudem mehr Abwechslung vertragen können. Dennoch erzeugt das Trial-and-Error-System seinen eigenen Reiz und animiert zum Herumprobieren. Negativ fallen hierbei die nach einem virtuellen Tod auf der PlayStation anfallenden, im Durchschnitt 30 Sekunden andauernden, Ladezeiten auf.
Allgemein konnte das Spiel mit der Atmosphäre auf dem Bildschirm und im Sound überzeugen. Vor allem der Mix aus Kindheitsängsten mit der düsteren Atmosphäre erzeugen ein eigenes Gefühl für das Spiel. Das Horror-Puzzle-Jump-’n’-Run biete eine solide Atmosphäre, bleibe aber hinter den Erwartungen zurück und tauge so für „angenehm beklemmende Stunden“ in einem etwas anderen Horrorspiel.

### Verkaufszahlen
Das Spiel stieg in den Verkaufscharts des Vereinigten Königreichs auf Platz vier ein. Betrachtet wurden dabei aber lediglich die Einzelhandelsverkäufe.